# Mustafa Doğan
Mustafa Doğan (Isparta, 1 januari 1976) is een Turks-Duits oud-voetballer die onder meer onder contract stond bij Beşiktaş JK en Fenerbahçe.
Op jonge leeftijd verhuisde de voormalige voetballer met zijn gezin naar Duitsland. Hij begon met voetballen bij het kleine TV Asberg. Later vertrok hij naar Uerdingen om daar te beginnen aan een profcarrière. Dit lukt hem ook en speelde 2 jaar in de Bundesliga. In 1996 accepteerde Doğan het voorstel van Fenerbahçe en speelde ruim 7 seizoenen bij deze club. Eerst als rechtsback en later als centrale verdediger maakte hij veel indruk.
Een oproep van het nationale team was nabij, maar tegen alle verwachtingen in koos Doğan voor het Duitse team. Hiervoor speelde hij echter maar twee interlands, in Turkije werd deze keus nogal betreurd omdat de verdediger destijds een bruikbare kracht was. Na omzwervingen bij Köln en Beşiktaş besloot hij zijn carrière als voetballer te beëindigen, ondanks interesse uit Spanje van onder andere Levante. Bij Beşiktaş speelde hij zijn laatste seizoen geen enkel duel maar kreeg toch uitbetaald. Tegenwoordig gaat de ex-prof door het leven als analyticus bij enkele Turkse tv-zenders.

## Trivia
- Zijn tweede en laatste interland speelde Mustafa Doğan, ironisch genoeg tegen, Turkije.
- Om in 2004 te kunnen spelen voor Beşiktaş moest de Duitser zijn contract afkopen bij Köln. Dit kostte hem zijn huis en auto waardoor hij een seizoen lang in een hotel moest wonen. Nadat zijn contract was ontbonden in 2008 kocht hij een luxe villa en een auto.
- Deed in 2004 mee aan de voorrondes van de Turkse Idols dat werd gehouden in Keulen.